# بی.بی. کینگ
رایلی بی. کینگ (به انگلیسی: Riley B. King) (زاده ۱۶ سپتامبر ۱۹۲۵ – درگذشته ۱۵ مه ۲۰۱۵)، معروف به بی. بی. کینگ (به انگلیسی: B.B. King)، نوازندهٔ مشهور گیتار الکتریک در سبک بلوز بود. از او به عنوان شاه بلوز (به انگلیسی: King of the Blues) یاد می‌شود.
نشریه رولینگ استون کینگ را در رتبهٔ ششم در میان گیتاریست‌های برتر جهان در تاریخ نامیده‌است.
او برندهٔ ۱۷ جایزه گرمی است.

## آغاز زندگی

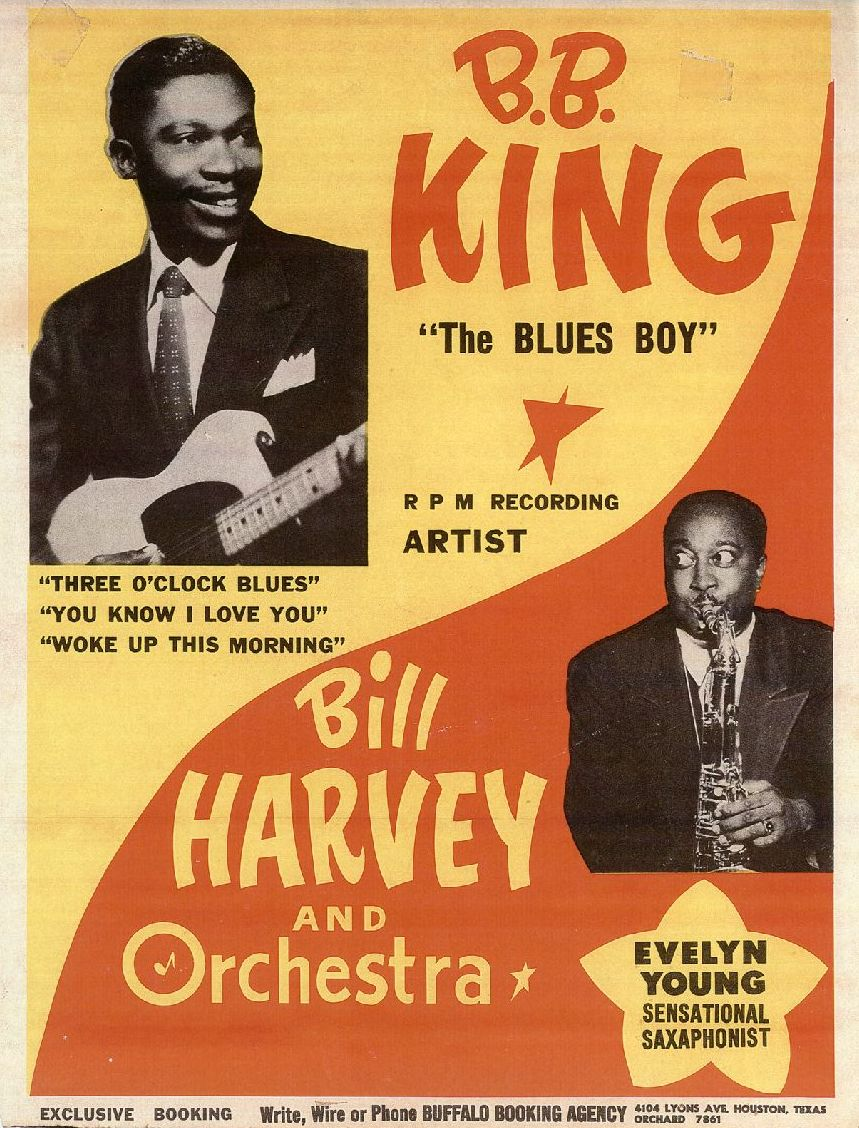
پوستری از بی.بی. کینگ و بیل هاروی

بی.بی. کینگ با نام اصلی رایلی کینگ در ۱۶ سپتامبر ۱۹۲۵ در مزرعهٔ پنبهٔ برکلر در روستای ایتا بنا، میسیسیپی زاده شد. والدین او، دو کارگر فصلی به نام آلبرت و نورا الا کینگ بودند. او شهری در نزدیکی اتا بنا به نام ایندینولا را خانهٔ خود می‌دانست. زمانی که ۴ ساله بود مادرش پدرش را به خاطر مرد دیگری ترک کرد و بی.بی. با مادربزرگش، النورا فار در یک مزرعهٔ پنبه در کیلمیچیل، میسیسیپی کار و زندگی می‌کرد. او گفته قبل از آن که استعدادهایش کشف شود در مزرعه در آن زمان به ازای هر ۴۵ کیلوگرم پنبه ۳۵ سنت دریافت می‌کرد. در دورهٔ کودکی اش او از موسیقیدانان بلوزی هم چون تی-بون واکر و لانی جانسون و بلایند لمون جفرسون موسیقیدانان جازی همچون جنگو راینهارت و چارلی کریستین تأثیر می‌گرفت. بعد از مدتی کینگ متوجه استعدادش در خواندن شد و خواندن را در کلیسای روستا آغاز کرد.
مادر و مادر بزرگش بسیار دیندار بودند و او را همیشه برای مراسم دینی به کلیسا می‌بردند، در آنجا بود که او نخستین آموزه‌های موسیقی را از کشیش آنجا، آرچی فیرا، که از خویشاوندان دور او بود فرا گرفت. کشیش فیرا با استفاده از آوازهای هیجان‌انگیز و همراهی گیتار با آن مردم را موعظه می‌کرد. در آنجا بود که کینگ نخستین آکوردها را آموخت.
در سال ۱۹۴۳ کینگ به ایندیونولا در می‌سی‌سی‌پی نقل مکان کرد و توانست شغلی به عنوان رانندهٔ تراکتور پیدا کند. در آنجا همراه با یک گروه موسیقی کلیسایی در رادیوی محلی و کلیساها اجرا می‌کرد. پس از پایان سربازی از دیگر اعضای گروه خواست تا برای موفقیت‌های بیشتر ایندیونولا را ترک کنند اما کینگ فهمید برای موفقیت باید به تنهایی عمل کند و در سال ۱۹۴۶ بعد از یک روز سخت کاری بر روی مزرعه وقتی که می‌خواست تراکتور را از زمین خارج کند تراکتور خراب شد و کینگ با تنها دو و نیم دلار و گیتارش آنجا را به مقصد ممفیس ترک کرد و به نزد پسرخاله‌اش بوکا وایت، که خود از نوازندگان مشهور گیتار بود، رفت.
ده ماه پیش بوکا وایت ماند و دوباره به ایندیونولا برگشت تا خود را برای بازگشت بهتر آماده کند و در آخر به وست ممفیس رفت. او در آنجا در برنامهٔ رادیویی سانی بوی ویلیامسون دوم در رادیوی KWEMبرنامه اجرا می‌کرد و کم‌کم مخاطبانی پیدا کرد. پس از چندی او برنامه‌ای ده دقیقه‌ای در رادیوی معروف WDIA به نام King's Spot گرفت. کمی نگذشت که King's Spot معروف شد و به برنامهٔ بلندتری به نام Sepia Swing Club تبدیل شد.
زمانی که برای رادیوی WDIA کار می‌کرد، لقب پسر بلوز خیابان بیل (به انگلیسی: Beale Street Blues Boy) را به او دادند که بعد به پسر بلوز (به انگلیسی: Blues Boy) خلاصه شد، که آخر هم به .B.B کوتاه شد. در آنجا بود که با تی-بون واکر ملاقات کرد. کینگ دربارهٔ او می‌گوید: «بار نخستی که صدایش را شنیدم، فهمیدم که من هم باید [یک گیتار الکتریک] داشته باشم. 'باید' یکی می‌داشتم، به جز از راه دزدی.».

## زندگی شخصی

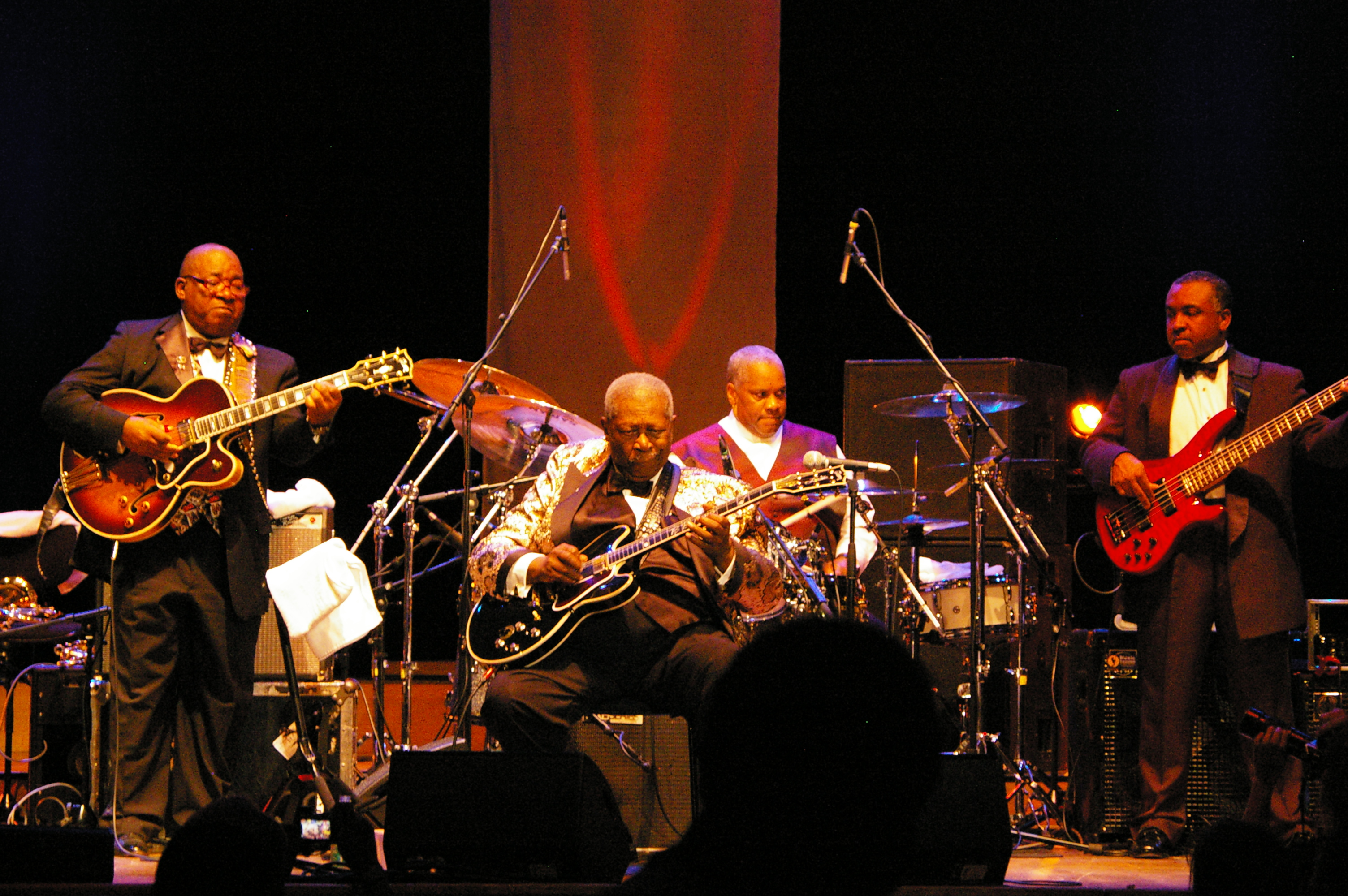
کینگ در حال نواختن گیتار معروف خود بنام لوسیل در اتریش

کینگ دو بار ازدواج کرده‌بود، با مارتا لی دنتون، از سال ۱۹۴۶ تا۱۹۵۲ و سو کارول هال از ۱۹۵۸ تا ۱۹۶۶ هر دو ازدواج به خاطر ۲۵۰ اجرا ی کینگ در سال به طلاق انجامید. گفته شده او پدر پانزده فرزند و تا سال ۲۰۰۴ پدربزرگ پنجاه نوه بود. او بیش از ۲۵ سال بود که از مرض قند نوع دو رنج می‌برد و به همراه کریستال باورساکس در پیام‌های بازرگانی شرکت‌های مبارزه با دیابت شرکت می‌کرد.
او در کنار خوانندگی یک خلبان نیز بود. به‌طوری‌که پرواز را در سال ۱۹۶۶ آموخته بود و خودش برای رفتن به کنسرت‌هایش پرواز می‌کرد. اما در سال ۱۹۹۵، زمانی که هفتاد ساله شد، به توصیهٔ بیمه و مدیر برنامه‌هایش پرواز را کنار گذاشت.
خوانندهٔ مورد علاقهٔ کینگ فرانک سیناترا است. او در زندگی‌نامۀ خود می‌گوید که او هر شب قبل از خواب به آلبوم In the Wee Small Hours از فرانک سیناترا گوش می‌دهد. کینگ از سیناترا به عنوان کسی که در را به روی هنرمندان سیاه‌پوست گشود یاد می‌کرد. سیناترا بی.بی. کینگ را در دههٔ ۱۹۶۰ وارد کلوب‌های اصلی لاس وگاس کرده بود.

### مرگ و تدفین
هشت کنسرت باقی مانده از تور او در سال ۲۰۱۴ به علّت مشکلات پزشکی ناشی از عوارض فشار خون بالا و دیابت لغو شد. کینگ در ۱۴ مه ۲۰۱۵ در سن ۸۹ سالگی بر اثر دمانس عروقی ناشی از یک سری سکتهٔ مغزی کوچک مرتبط با دیابت نوع ۲ درگذشت. دو نفر از دختران او مدعی شدند که دو نفر از همکاران کینگ او را مسموم کرده‌اند تا دچار شوک دیابتی شود. البته کالبدشکافی اثری از سم نشان نداد.
در تاریخ ۲۷ مه ۲۰۱۵، جسد کینگ با هواپیما به ممفیس برده شد. مراسم تشییع جنازه در خیابان بیل صورت گرفت و یک گروه سازهای برنجی در مقابل صف عزاداران راهپیمایی کرد و قطعهٔ "When Saints Go Marching In" را اجرا کرد. هزاران نفر به خیابان رفتند تا به بی.بی. کینگ ادای احترام کنند. پس از آن جسد از طریق بزرگراه ۶۱ ایالات متحده آمریکا به ایندیانوولا، میسیسیپی برده شد. جسد او در موزه بی. بی. کینگ قرار داده شد تا اهالی شهر و طرفداران او بتوانند برای آخرین بار در تابوت به او ادای احترام کنند. مراسم تشییع جنازه در کلیسای باپتیست بل گرو در ایندیانوولا، در تاریخ ۳۰ مه برگزار شد. در نهایت بی.بی. کینگ در موزه بی. بی. کینگ به خاک سپرده شد.